# Římskokatolická farnost – děkanství Skuteč
Římskokatolická farnost – děkanství Skuteč je církevní správní jednotka a jedno z 28 společenství římských katolíků chrudimského vikariátu. Centrem farnosti je děkanský kostel Nanebevzetí Panny Marie ve Skutči, duchovními správci území jsou děkan P. Mgr. Jan Linhart a farní vikář Mgr. et Mgr. Ondřej Matula, SDB.
Území děkanství leží ve východní části chrudimského vikariátu a je obklopeno (od severu ve směru hodin) farnostmi Luže, Předhradí, Raná, Včelákov a Vrbatův Kostelec.

## Historie farnosti
Nejstarší zmínka o skutečském kostele je z roku 1350, kdy bylo město i s kostelem připojeno k litomyšlskému biskupství. Teprve z roku 1466 je však první písemná zmínka o skutečském faráři jménem Kříž, který, podobně jak tomu bylo na celém rychmburském panství, sloužil mši pod obojí způsobou. Nebyla to však jediná protestantská církev na území Skutče, působili zde i představitelé Jednoty bratrské. Teprve v roce 1624 byl ve Skutči ustanoven první římskokatolický kněz. Skutečská farnost byla zásluhou Bohuslava Ferdinanda Berky z Dubé dne 12. června 1656 povýšena na děkanství, prvním děkanem a posledním farářem byl Pavel Bohumil Proxa. Budova děkanství byla postavena během úřadování děkana Antonína Václava Matheidese ze Závětic.

## Duchovní správa
Přehled duchovních správců od nejstarších dob do současnosti:
faráři:
- 1466 Kříž
- po 1532–1538 Václav Řezník
- 1538–1541 bez faráře
- 1541 Jan Škola
- Matouš († 1562)
- Jan Brodský
- kněz Adam
- Matouš Pražský († 1599)
- Jan Zahrádka Vodňanský
- 1605 Bohuslav
- 1615 Jan Soběslavský
- 1620 Jan Bělický
- 1624 Jan Hájek, první katolický farář
- 1630 Hynek Martin Vodný
- 1632 Jan Boleslavský
- 1633 Florián
- Ludvík Kališ
- do 1655 Pavel Bohumil Proxa

děkani:
- 1656–1661 Pavel Bohumil Proxa
- Jan Sedlecký
- 1661–1673 Maxmilián František Cukr z Tamfeldu
- 1673–1680 Tomáš Bernard Jan Jelínek
- 1680–1681 Jan Vojtěch Kaplánek
- 1681–1686 Jan Jakub Antonín Bukovský
- 1686–1699 Samuel A. J. Jedlička
- 1699–1736 Norbert Antonín Václav Matheides ze Závětic
- 1736–1749 František Jan Bartoň
- 1749–1782 Jan Nepomuk Felix Chuchelský z Nestajova
- 1782–1794 Tadyáš Prokop Saník (Schanik, Šaník † 1794)
- 1794–1811 Karel Štěpánek
- 1811–1824 Antonín František Tomášek
- 1824–1832 Jan Křtitel Horník
- 1832–1842 Karel Křepinský († 1842)
- od 1843 Václav Šimek (Schimek), biskupský vikář a školní inspektor
- do 1872 Josef Kopecký
- 1872–1873 administrátor Vilém Helvich
- 1873–20. 1. 1900 Josef Kvapil († 20. ledna 1900)
- 1900–1922 Štěpán Dvořák
- 1923–11. 7. 1947 Msgre Antonín Vobejda, biskupský vikář
- 1947–1948 ThDr. et PhDr. Josef Paulů
- 1948–1950 ThDr. František Štulpa, biskupský vikář
- 1950–31. 3. 1951 administrátor František Beneš
- 1. 4. 1951–30. 9. 1951 administrátor Jan Nesvačil, kněz brněnské diecéze
- 1. 4. 1951–31. 8. 1959 administrátor Josef Vohryzek
- 1. 9. 1959–1990 administrátor Václav Křivský
- 15. 10. 1990–1993 administrátor Ladislav Hojný
- 1993–2001 děkan Mgr. Bohumil Šitavanc
- 15. 7. 2001–2007 administrátor Bc.Th. Jan Uhlíř
- 2007–2009 administrátor Bc.Th. Jaroslav Axler
- 1. 8. 2009–31. 7. 2012 děkan František Hofman, OMelit. cap. Mag.
- 1. 8. 2021–31. 7. 2016 Mgr. Ing. Arnošt Vidourek, Dr.
- od 1. 8. 2016 děkan Mgr. Jan Linhart

## Kostely a kaple farnosti
| Kostel                                         | Obrázek | Místo    | Bohoslužba                                             | Bohoslužba                                             | Poznámka        |
| ---------------------------------------------- | ------- | -------- | ------------------------------------------------------ | ------------------------------------------------------ | --------------- |
| Kaple Nejsvětější Trojice                      |         | Prosetín | neslouží se pravidelně (poutě, posvícení, zádušní mše) | neslouží se pravidelně (poutě, posvícení, zádušní mše) | kaple           |
| Kostel svatého Václava                         |         | Lažany   | sobota                                                 | 16.00 (18.00)                                          | filiální kostel |
| Kaple svatého Václava, mučedníka               |         | Radčice  | jednou v roce poutní mše                               | jednou v roce poutní mše                               | kaple           |
| Kostel Nanebevzetí Panny Marie                 |         | Skuteč   | neděle středa čtvrtek pátek sobota                     | 08.00 (18.00) 17.00 07.05 17.00 08.00 (09.00)          | farní kostel    |
| Kostel Božího Těla                             |         | Skuteč   | neděle středa                                          | 18.00 17.00                                            | filiální kostel |
| Kaple svatého Jana Nepomuckého                 |         | Skutíčko | neslouží se pravidelně                                 | neslouží se pravidelně                                 | kaple           |
| Kostel svatého Matouše, apoštola a evangelisty |         | Štěpánov | sobota                                                 | 18.00                                                  | filiální kostel |
| Kaple svaté Anny                               |         | Štěpánov | jednou v roce poutní mše                               | jednou v roce poutní mše                               | kaple           |